# Reggenza di Ceram Occidentale
La reggenza di Ceram Occidentale (in indonesiano: Kabupaten Seram Bagian Barat) è una reggenza dell'Indonesia, situata nella provincia di Maluku.